# 704Games Company
704Games Company (formalmente conhecida como Dusenberry Martin Racing) é uma desenvolvedora estadunidense de jogos eletrônicos, sedeada em Charlotte, Carolina do Norte. A companhia adquiriu a licença de produtora exclusiva de títulos da franquia NASCAR em janeiro de 2015, e, desde então, lançou quatro jogos para consoles e uma unidade para o sistema mobile.

## História

Logomarca da Dusenberry Martin Racing

A 704Games foi fundada, originalmente, como Dusenberry Martin Racing, em janeiro de 2015. Subsidiária da HC2 Holdings, conseguiu com que tal firma adquirisse a licença para desenvolver jogos de NASCAR, a qual, precedentemente, pertencia à Eutechnyx.
Com a ilação da negociação, DMR, recebendo NASCAR' 15, trabalhou sobre sua conclusão, uma vez que o título, previamente, era detido pela Eutechnyx.
Em 13 de abril de 2015, a Dusenberry Martin Racing abonou US $ 8.000.000 em seu capital acionário.
NASCAR '15 foi lançado e publicado pela DMR em 22 de maio de 2015. A companhia estava, em tal faixa, também, assumindo o desenvolvimento de seu primeiro jogo erigido, NASCAR Heat Evolution, em colaboração com Monster Games. O projeto seria oficialmente divulgado dois dias antes da publicação de NASCAR '15, enquanto que acederia a uma introdução semota, praticada em 13 de setembro do mesmo ano.
No ano seguinte, distribuiria-se NASCAR Heat Mobile, incoativamente no Canadá e, após, nos EUA (datas de 8 de março e 24 de abril, respectivamente). Em 21 de março, um esboço então não epitetado, alcunhado ulteriormente como "NASCAR Heat 2", foi anunciado pela instituição, tendo seu desferimento em 12 de setembro, e, seguindo planos similares, disparou NASCAR Heat 3 em 7 de setembro do ano seguinte e NASCAR Heat 4 em 13 de setembro de 2019.
Em meio aos entrames do lançamento de NASCAR Heat Mobile, a companhia rebatizou-se, peremptoriamente, para 704Games Company, alicerçando-se na extração do código de área da matriz de Charlotte, 704, local ao qual transferiu-se. Adicionalmente, contratou o ex-presidente do NASCAR Media Group, vice-presidente sênior da NASCAR e presidente do DMR, Paul Brooks, como CEO.
Em agosto de 2018, registrou-se que Motorsport Network teria exercido investimentos sobre a 704Games.  Após, alegou-se que tal injeção continha grandes valores engajados. Além disso, Colin Smith, ex-CEO da Motorsport Network, substituiu Ed Martin como presidente da 704Games, enquanto que Martin tenderia à manutenção de iniciativas de esports do 704Games. Paul Brooks assumiria um lote de presidente não-executivo. Finalmente, como parte do acordo da Motorsport Network, a NASCAR estendeu sua licença de videogame e esports com a 704Games até 2029.

## Jogos
- NASCAR '15
- NASCAR Manager
- NASCAR Heat Evolution
- NASCAR Heat Mobile
- NASCAR Heat 2
- NASCAR Heat 3
- NASCAR Heat 4
- NASCAR Heat 5